# Fujio Kabashima
Fujio Kabashima (1939) è un astronomo giapponese.

## Biografia
Kabashima ha cominciato ad ottenere importanti risultati come scoperte o conferme di oggetti celesti osservando in coppia assieme ad un altro astrofilo giapponese, Koichi Nishiyama: i due hanno cominciato a cercare nove e supernove dal 1º agosto 2007 osservando dall'osservatorio astronomico privato D 62 Miyaki-Argenteus situato nei pressi della città di Miyaki.
Risiede a Miyaki, Prefettura di Saga.

## Scoperte nella Galassia
- 22 nove galattiche:

| Nome      | Data della scoperta | Coscopritori                                                                  | Fonti                         |
| V2491 Cyg | 10 aprile 2008      | Koichi Nishiyama                                                              | [ 3 ]                         |
| V5579 Sgr | 18 aprile 2008      | Koichi Nishiyama                                                              | [ 4 ]                         |
| V2670 Oph | 25 maggio 2008      | Koichi Nishiyama, Katsumi Haseda, Hideo Nishimura                             | [ 5 ]                         |
| V2671 Oph | 31 maggio 2008      | Koichi Nishiyama                                                              | [ 5 ]                         |
| V1309 Sco | 2 settembre 2008    | Koichi Nishiyama                                                              | [ 6 ]                         |
| V5581 Sgr | 21 aprile 2009      | Koichi Nishiyama                                                              | IAUC 9041 del 5 maggio 2009   |
| V5583 Sgr | 6 agosto 2009       | Koichi Nishiyama, Grzegorz Pojmanski, Dorota Maria Szczygiel, Bogumil Pilecki | IAUC 9061 del 17 agosto 2009  |
| V5584 Sgr | 26 ottobre 2009     | Koichi Nishiyama                                                              | IAUC 9089 del 27 ottobre 2009 |
| V1722 Aql | 14 dicembre 2009    | Koichi Nishiyama                                                              | [ 7 ]                         |
| V1310 Sco | 20 febbraio 2010    | Koichi Nishiyama                                                              | [ 8 ]                         |
| V5586 Sgr | 23 aprile 2010      | Koichi Nishiyama                                                              | [ 9 ]                         |
| V1311 Sco | 25 aprile 2010      | Koichi Nishiyama                                                              | [ 10 ]                        |
| V1723 Aql | 11 settembre 2010   | Koichi Nishiyama                                                              | [ 11 ]                        |
| V5588 Sgr | 27 marzo 2011       | Koichi Nishiyama                                                              | [ 12 ]                        |
| V5592 Sgr | 7 luglio 2012       | Koichi Nishiyama                                                              | [ 13 ]                        |
| V1724 Aql | 20 ottobre 2012     | Koichi Nishiyama                                                              | [ 14 ]                        |
| V0809 Cep | 2 febbraio 2013     | Koichi Nishiyama                                                              | [ 15 ]                        |
| V1533 Sco | 3 giugno 2013       | Koichi Nishiyama                                                              | [ 16 ]                        |
| V5666 Sgr | 26 gennaio 2014     | -                                                                             | [ 17 ]                        |
| V962 Cep  | 8 marzo 2014        | Koichi Nishiyama                                                              | [ 18 ]                        |
| V1534 Sco | 26 marzo 2014       | Koichi Nishiyama                                                              | [ 19 ]                        |
| V2659 Cyg | 31 marzo 2014       | Koichi Nishiyama                                                              | [ 20 ]                        |
| V5667 Sgr | 12 febbraio 2015    | Koichi Nishiyama, Hideo Nishimura                                             | [ 21 ]                        |
| V2949 Oph | 11 ottobre 2015     | Koichi Nishiyama Shigehisa Fujikawa                                           | [ 22 ]                        |

## Scoperte extragalattiche
- 46 nove in M31. Tutte le scoperte sono state fatte assieme a Koichi Nishiyama, alcune con altri coscopritori[23]:

| Nome      | Data della scoperta | Fonti                | Note e/o altri coscopritori                                                              |
| 2007-11d  | 17 novembre 2007    | [ 24 ]               |                                                                                          |
| 2007-12a  | 5 dicembre 2007     | [ 23 ]               |                                                                                          |
| 2007-12b  | 9 dicembre 2007     | [ 23 ]               |                                                                                          |
| 2007-12d  | 17 dicembre 2007    | [ 23 ]               |                                                                                          |
| 2008-02b  | 13 febbraio 2008    | [ 23 ]               |                                                                                          |
| 2008-03a  | 1º marzo 2008       | [ 23 ]               |                                                                                          |
| 2008-05a  | 14 maggio 2008      | [ 23 ]               |                                                                                          |
| 2008-05b  | 15 maggio 2008      | [ 23 ]               |                                                                                          |
| 2008-10a  | 7 ottobre 2008      | [ 23 ]               |                                                                                          |
| 2008-12a  | 26 dicembre 2008    | [ 23 ]               | nova ricorrente (M31N 2008-12a)                                                          |
| 2008-12b  | 30 dicembre 2008    | [ 23 ]               |                                                                                          |
| 2009-01a  | 28 gennaio 2009     | [ 25 ]               |                                                                                          |
| 2009-02a  | 6 febbraio 2009     | [ 23 ]               |                                                                                          |
| 2009-06a  | 15 giugno 2009      | [ 23 ]               |                                                                                          |
| 2009-06b  | 30 giugno 2009      | [ 23 ]               |                                                                                          |
| 2009-08e  | 26 agosto 2009      | [ 23 ]               |                                                                                          |
| 2009-09a  | 3 settembre 2009    | [ 26 ]               |                                                                                          |
| 2009-11a  | 3 novembre 2009     | CBET 2003            |                                                                                          |
| 2009-11b  | 6 novembre 2009     | CBET 2015            | possibile nova ricorrente (M31N 1997-11k)                                                |
| 2009-11d  | 19 novembre 2009    | CBET 2058            |                                                                                          |
| 2009-12a  | 22 dicembre 2009    | CBET 2100            |                                                                                          |
| 2010-01b  | 18 gennaio 2010     | CBET 2135            |                                                                                          |
| 2010-01c  | 28 gennaio 2010     | CBET 2154            |                                                                                          |
| 2010-02a  | 27 febbraio 2010    | CBET 2190            | Kamil Hornoch, Petra Hornochova                                                          |
| 2010-04a  | 29 aprile 2010      | CBET 2267            |                                                                                          |
| 2010-05a  | 28 maggio 2010      | CBET 2305            | Kamil Hornoch, M. Wolf, Petra Hornochova                                                 |
| 2010-09b  | 30 settembre 2010   | CBET 2472            | Guoyou Sun, Xing Gao                                                                     |
| 2010-10a  | 5 ottobre 2010      | CBET 2483            |                                                                                          |
| 2010-10c  | 13 ottobre 2010     | CBET 2500            | Jiangao Ruan, Xing Gao, Kōichi Itagaki                                                   |
| 2010-12b  | 11 dicembre 2010    | ATEL 3076            | Masahiro Koishikawa, Wolfgang Pietsch, Martin Henze, Vadim Burwitz, Guoyou Sun, Xing Gao |
| 2010-12c  | 11 dicembre 2010    | CBET 2594            | Xing Gao, Jiangao Ruan, Kamil Hornoch, Adrian Galad                                      |
| 2011-01a  | 8 gennaio 2011      | CBET 2631            | Kamil Hornoch, Miroslav Velen, Petra Hornochova, Toru Yusa                               |
| 2011-07a? | 22 luglio 2011      | [ 30 ]               | Kamil Hornoch                                                                            |
| 2011-07b? | 28 luglio 2011      | [ 31 ]               |                                                                                          |
| 2011-08a? | 4 agosto 2011       | [ 32 ]               |                                                                                          |
| 2011-08b? | 4 agosto 2011       | [ 33 ]               |                                                                                          |
| 2012-01b  | 21 gennaio 2012     | [ 34 ] [ 35 ] [ 36 ] | nova ricorrente (M31 V0865)                                                              |
| 2012-03a? | 9 marzo 2012        | [ 37 ]               | -                                                                                        |
| 2012-05a? | 4 maggio 2012       | [ 38 ]               | Kamil Hornoch, Jan Vrastil, Petra Hornochova                                             |
| 2012-?    | 26 dicembre 2012    | [ 39 ]               |                                                                                          |
| 2013-?    | 26 gennaio 2013     | [ 40 ]               |                                                                                          |
| 2013-?    | 10 febbraio 2013    | [ 41 ]               |                                                                                          |
| 2013-?    | 22 febbraio 2013    | [ 42 ]               |                                                                                          |
| 2013-?    | 14 agosto 2013      | [ 43 ]               |                                                                                          |
| 2013-?    | 9 settembre 2013    | [ 44 ]               |                                                                                          |
| 2013-?    | 13 settembre 2013   | [ 45 ]               |                                                                                          |
| 2014-?    | 8 settembre 2014    | [ 46 ]               |                                                                                          |
| 2016-?    | 11 dicembre 2016    | [ 47 ]               |                                                                                          |
| 2017-11 ? | 20 novembre 2017    | [ 48 ]               |                                                                                          |

- 7 nove in M33, tutte le scoperte sono state fatte assieme a Koichi Nishiyama, una con altri coscopritori[49]:

| Nome      | Data della scoperta | Fonti  | Note e/o altri coscopritori |
| 2007-09a  | 18 settembre 2007   | [ 50 ] |                             |
| 2008-02a  | 27 febbraio 2008    | [ 51 ] |                             |
| 2009-01a  | 7 gennaio 2009      | [ 52 ] |                             |
| 2010-07a  | 1º luglio 2010      | [ 53 ] |                             |
| 2010-10a  | 26 ottobre 2010     | [ 54 ] |                             |
| 2010-11a  | 27 novembre 2010    | [ 55 ] | Jiangao Ruan, Xing Gao      |
| 2012-?    | 6 ottobre 2012      | [ 56 ] |                             |
| 2013-01a? | 4 gennaio 2013      | [ 57 ] |                             |

- 2 supernove extragalattiche, tutte le scoperte sono state fatte assieme a Koichi Nishiyama.

| Nome               | Data della scoperta | Fonti                          | Note e/o altri coscopritori |
| 2009ls in NGC 3423 | 23 novembre 2008    | [ 58 ]                         |                             |
| 2012ht in NGC 3447 | 22 dicembre 2012    | CBET 3349 del 22 dicembre 2012 |                             |

## Riconoscimenti
Nel 2008 ha ricevuto, assieme a Koichi Nishiyama, un premio da parte della Astronomical Society of Japan
.
Gli è stato dedicato un asteroide, 4998 Kabashima .